# Primigenio (literatura)

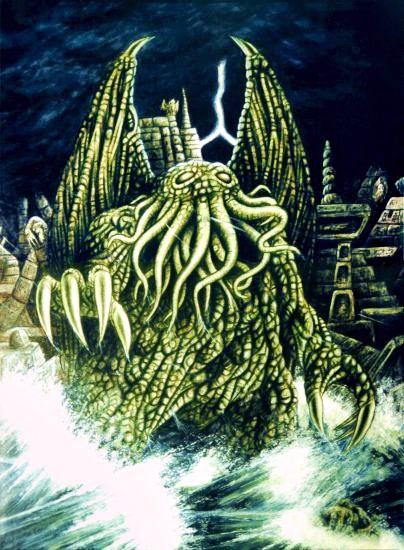
Dios antiguo Cthulu

Los Primigenios (en inglés, Great Old One), cuyo nombre significa «Gran Antiguo» en español, son un tipo de deidad integrada en los Mitos de Cthulhu, basados en los relatos de H.P. Lovecraft. Si bien fue Lovecraft quien creó los Primigenios más conocidos, la inmensa mayoría de ellos fueron inventados por otros escritores, incluso después de la muerte de Lovecraft.

## Descripción
En el universo lovecraftiano, los Primigenios (Cthulhu, Hastur, Tsathoggua...) son entidades del tipo de dioses de inmenso poder y generalmente de un tamaño colosal. Cthulhu no es el más poderoso de ellos, pero si el más conocido, en parte por encontrarse en la Tierra. Son en general menos poderosos e influyentes que las entidades conocidas como los Dioses Exteriores (Azathoth, Nyarlathotep...). Los Primigenios son adorados por sectas de humanos trastornados, además de muchas de las razas no humanas de los mitos. Según los relatos de los mitos, en la actualidad los Primigenios están presos, algunos bajo las aguas del océano, otros bajo la tierra, otros en lejanos sistemas planetarios o incluso más allá. Se desconocen los motivos de su cautiverio, pero se han creado dos teorías principales:
1. La primera teoría sostiene que originalmente los Primigenios habrían pertenecido al grupo de entidades conocidas como Dioses arquetípicos. Pero habrían cometido algún tipo de blasfemia desconocida, y por ello fueron expulsados y encerrados en diversos rincones del universo. Los Primigenios esperan ansiosamente el momento de su liberación, ardiendo en deseos de venganza contra sus carceleros.
2. La segunda teoría sostiene que los Primigenios permanecerían inactivos voluntariamente. Se basa en que el universo tiene una naturaleza cíclica, de una manera similar a las estaciones en la Tierra. De la misma forma que algunos animales se aletargan en invierno, durante el ciclo cósmico actual los Primigenios descansan en un estado de letargo parecido a la muerte. Si es así, los Primigenios permanecerán dormidos hasta que los planetas se alineen de una determinada forma o «las estrellas sean propicias» (es decir, cuando se cumplan una serie de criterios que anuncien su liberación por el cosmos).